# Victor Dupouy
Pour les articles homonymes, voir Dupouy.
Victor Dupouy, né le 21 juillet 1901 à Montauban et mort le 26 janvier 1981 à Argenteuil, est un homme politique français. Membre du Parti communiste français (PCF), il est maire d’Argenteuil de 1935 à 1977, membre du Conseil général de Seine-et-Oise de 1955 à 1967, puis membre et vice-président de celui du Val-d'Oise de 1967 à 1976.

## Biographie
Victor Dupouy, né à Montauban le 21 juillet 1901, fait partie de ces fils de paysans ou d'artisans, montés à Paris pour devenir ouvriers ou petits fonctionnaires.

### Militant
Titulaire du brevet élémentaire et déjà ouvrier qualifié, il participe, en 1917, à sa première grève.
Ajusteur de formation, il est ouvrier à la SAGEM et membre du Parti communiste.
Au milieu des années 1920, il cumule les responsabilités politiques et syndicales. En 1926, il est secrétaire du rayon communiste et secrétaire du comité intersyndical d'Argenteuil.
En 1934, il est écarté de la direction régionale du PCF. La note interne concernant les camarades ayant appartenu à ce comité régional indique à cette date que « Dupouy, qui a peu assisté au bureau régional, est très dévoué mais un peu sectaire ».

### Maire
En 1935, il conduit la liste « Bloc ouvrier et paysan » et devient le premier maire communiste d’Argenteuil (Seine-et-Oise), ville de 65 000 habitants à l'époque. Il le reste  jusqu’en 1940, après quoi la commune est « administrée » par une « délégation spéciale » sous l’Occupation allemande.
En 1936, il est assistant parlementaire de Gabriel Péri, réélu député aux élections législatives des 26 avril et 3 mai.

### Héros de la Résistance
Mobilisé en septembre 1939, puis libéré après l’armistice, Victor Dupouy prend part à la Résistance dans le sud-est de la France et participe comme commandant des FFI à la libération de Marseille. Il est décoré de la croix de guerre avec étoile d’argent.
En 1945, il redevient maire d'Argenteuil. Il exerce cette charge jusqu’en 1977, où lui succède le communiste Robert Montdargent.

### Autres mandats
Il est également conseiller général de Seine-et-Oise de 1955 à 1967 dans le canton d’Argenteuil-centre, puis du Val-d'Oise, dans le canton d’Argenteuil-nord (nouveau canton, créé à partir d’une partie du canton d’Argenteuil-centre), de 1967 à 1976, période pendant laquelle il est aussi vice-président de ce conseil.
Le 2 mars 1969, lors d'une conférence de presse, il dénonce les marchands de sommeil de son département.
Il meurt dans sa ville d’adoption le 26 janvier 1981, âgé de soixante-dix-neuf ans. Il est inhumé au cimetière du centre d'Argenteuil. Situé rue de Calais, la même rue où il résidait.

## Postérité
À son propos, Francis Arzalier écrira, en 1999 : « Victor Dupouy, lui, n'était pas un orateur, mais c'était un bon copain, un communiste : pour lui il n'y avait rien d'autre. ».

## Hommage
L’hôpital d’Argenteuil porte son nom, depuis sa création.